# Howard Wallace Crossett
Howard Wallace Crossett Jr. (Lake Placid, 22 luglio 1918 – Lebanon, 30 giugno 1968) è stato un bobbista statunitense.

## Biografia
Ai VI Giochi olimpici invernali (edizione disputatasi nel 1952 a Oslo, Norvegia) vinse la medaglia d'argento nel Bob a 4 con i connazionali Patrick Henry Martin, Stanley Benham e James Neil Atkinson. Meglio di loro solo la nazionale tedesca (medaglia d'oro).
Il tempo segnato fu di 5:10,84  quasi un secondo di differenza da quella svizzera (5:11,70,) e quasi tre secondi dalla prima classificata (5:07,84). Si trasferì nel New Hampshire.